# Telepace
Telepace é um canal de televisão católico pertencente à Associação Amigos da Telepace, sedeado em Sant'Anna d'Alfaedo, na Itália. Possui programação própria e ainda algumas transmissões do Centro Televisivo do Vaticano (Vatican Media).

## Difusão
O canal Telepace transmite através do serviço de televisão digital terrestre para todo o território nacional de Itália, e transmite via satélite através do satélite Eutelsat Hot Bird 13B de modo totalmente gratuito.